# Губаз II
Губаз II (*груз. გუბაზ; д/н — 555) — співцар Лазики близько 540—555 років.

## Життєпис
Старший син царя Цате I та візантійської аристократки Валеріани. Ймовірно, освіту та виховання здобув в Константинополі. Отримав від імператора Юстиніана I почесний титул сіленціарія.
Після смерті останнього 540 року успадкував владу. Втім стикнувся зі спротивом стрийка Опсіта, якому поступився північними областями та надав титул молодшого царя. Водночас він був невдоволений спорудженням візантійським магістром Іоанном Цибітом фортеці Петра на землях Лазики. Тому Губаз II уклав таємний союз із перським шахіншахом Хосровом I. Останній 541 року увійшов до Лазики, де його владу визнав Губаз II. За цим було захоплено Петру. Це стало початком так званої Лазької війни. Проте Опсіт залишився вірним Візантії, очоливши спротив персам.
У 545 році значна частина населення Лазики повстала, невдоволене припиненням торгівлі з Візантією та насаджування зороастризму. У відповідь шахіншах вирішив виселити усіх лазів вглиб своєї держави, а Лазику заселити персами. Спочатку планувалося вбити царя Губаза II. Замах не вдався, тому останній знову перейшов на бік Візантії, визнав її зверхність та запросив допомоги в імператора. 8 тис. візантійців на чолі з Дагісфеєм прибули до Лазики, де взяли в облогу фортецю Петра. 549 року Губаз II і Дагісфей завдали поразки персам, але не змогли захопити Петру. Влітку того ж року союзники завдали поразки новій перській армії.
У 550 році на бік Персії перейшов Опсіт, що повстав в Абазгії. Перси також зайняли фортецю Цебельда в Апсілії. Натомість Губаз II спільно з візантійцями 551 року все ж завоював Петру. Втім перси перейшли у новий наступ, захопивши східну Лазику. Губаз II відсупив до річки Фасіс. На початку 552 року відкинув пропозицію укласти мир з Персією, визнавши зверхність Хосрова I. Протягом цього року спільно з візантійцями відбив усі напади персів.
Протягом двох років вів запеклу боротьбу з Персією. 554 року погиркався з Бессом, військовим магістром Вірменії, якого на прохання Губаза II відкликали. Втім у жовтні 555 року нові візантійські магістри Рустік і Мартин влаштували змову проти царя, якого було вбито. За цим звинуватили того в зраді. Проте розслідування підтвердило невинуватість Губаза II. Його вбивць було страчено. Новим царем оголошено молодшого брата загиблого — Цате II.

## Родина
Був одружений з візантійською аристократкою, мав кілька доньок.